# Klement VII. (vzdoropapež)

Znak vzdoropapeže Klementa VII.

Robert ze Ženevy (1342, Annecy – 16. září 1394, Avignon) byl zvolen jako vzdoropapež Klement VII. francouzskými kardinály, kteří se postavili papeži Urbanovi VI., a byl prvním avignonským vzdoropapežem západního schizmatu.

## Život
Narodil se jako syn hraběte ze Ženevy, Amadea III. Roku 1359 byl jmenován protonotarii apostolicii. Roku 1361 se stal biskupem v Thérouanne, o sedm let později arcibiskupem v Cambrai a 30. května 1371 kardinálem.
Jako papežský legát velel roku 1377 vojákům, kteří zmasakrovali obyvatele města Cesena během rebelií v Papežském státě. Získal tím přezdívku kat z Ceseny. Papežem byl zvolen 20. září 1378 ve Fondi. Francie, Skotsko, Kastílie, Aragonie, Navarra, Portugalsko, Savojsko, a některé z německých zemí potvrdily jeho autoritu. Za své sídlo si, po rozbrojích s Urbanem VI., roku 1379 zvolil Avignon, kde se ale stal závislým na francouzském králi.
Rozkol v církvi začali řešit až nástupci obou papežů – Bonifác IX. a vzdoropapež Benedikt XIII.